# Leia setosa
Leia setosa är en tvåvingeart som beskrevs av Loïc Matile 1973. Leia setosa ingår i släktet Leia och familjen svampmyggor. Inga underarter finns listade i Catalogue of Life.